# Дефектологический факультет МПГУ
Дефектологический факультет МПГУ — факультет МПГУ, создан на основе Московского государственного педагогического дефектологического института, вошедшего в состав Московского педагогического государственного института в годы Великой Отечественной войны.
В составе факультета 6 кафедр — олигофренопедагогики, сурдопедагогики, логопедии, коррекционной (дошкольной) педагогики, анатомо-физиологических основ дефектологии, русского языка и методики его преподавания в специальных школах, а также центр новых информационных технологий. Факультет готовит специалистов по специальностям «Логопедия», «Сурдопедагогика», «Специальная дошкольная педагогика и психология», «Олигофренопедагогика» по очной, вечерней и заочной формам обучения.
Декан факультета (2007 — 2013) — кандидат педагогических наук, профессор Борис Пантелеймонович Пузанов.
Факультет расположен в Корпусе Гуманитарных Факультетов МПГУ у станции метро «Юго-Западная».